# Kazakhfilm

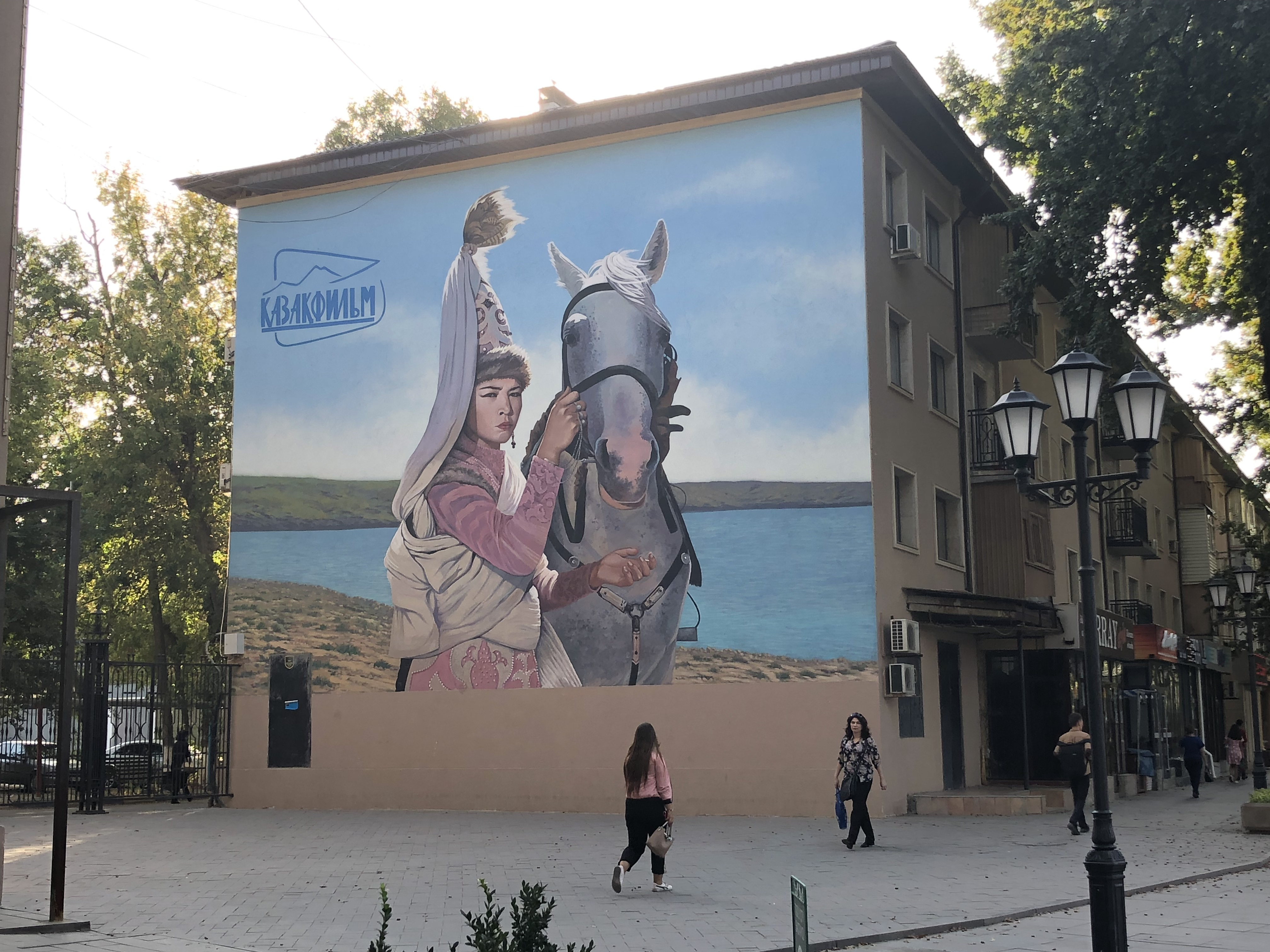
Fresque murale à Chymkent, au Kazakhstan, représentant une scène du film Kyz Jibek (1970), produit par Kazakhfilm.

Kazakhfilm (kazakh : Қазақфильм ; russe : Казахфильм) est la société nationale de production cinématographique kazakhe, avec un studio de cinéma à Almaty. À l'époque de la République socialiste soviétique kazakhe, pratiquement tous les films kazakhs étaient produits par Kazakhfilm.

## Histoire

Logo officiel de la société.

Le studio a été fondé en 1934 sous le nom de Studio du documentaire d'Alma-Ata (aujourd'hui Almaty). Au début, il produisait exclusivement des actualités hebdomadaires, puis, peu à peu, des documentaires et des films de fiction.
Pendant la Seconde Guerre mondiale, Mosfilm et Lenfilm, les plus grandes sociétés de production cinématographique de l'Union soviétique, ont été réunies en 1941 en une seule entreprise et évacuées à Alma-Ata, où elles ont fusionné avec Kazakhfilm pour former Центральная объединённая киностудия (Tsentralnaïa obedinionnaïa kinostoudia, abréviation : ZOKS). Les principaux réalisateurs soviétiques de l'époque ont ainsi travaillé à Alma-Ata. Sergueï Eisenstein y a par exemple tourné Ivan le Terrible I et II de 1943 à 1945. Lorsque, après la fin de la guerre, il fut à nouveau possible de tourner à Moscou et à Leningrad, les installations devinrent, le 25 janvier 1944, le nouveau studio d'Alma-Ata pour le cinéma de fiction et le documentaire. Celui-ci se spécialisa à nouveau dans les documentaires et les émissions hebdomadaires, les quelques longs métrages produits ici traitaient de sujets spécifiquement kazakhs, comme par exemple le premier film kazakh en couleur, Djamboul (ru) (1952), réalisé par Iefim Dzigan et dont le rôle principal était tenu par Chaken Aïmanov (ru). Dans le cadre de la déstalinisation, certains réalisateurs non kazakhs ont également rejoint Kazakhfilm pour produire des films dans le cadre de la campagne Terre Nouvelle,.
En 1960, l'entreprise a finalement pris le nom de Kazakhfilm. En 1967, un film d'animation a été produit pour la première fois. Chaken Aïmanov et ses films comptent parmi les œuvres les plus importantes de Kazakhfilm et en 1984, le studio d'Alma-Ata a été nommé en son honneur.
Jusqu'à la perestroïka, la plupart des films de Kazakhstan étaient des films de propagande, le plus souvent des films historiques aseptisés ou des films romantiques prévisibles. En 1984, le réalisateur Sergueï Soloviev a organisé un atelier pour plusieurs cinéastes kazakhs à l'Institut Gerassimov de cinématographie (VGIK) à Moscou. Les films des diplômés de cette école, qui ont ensuite été embauchés par Kazakhfilm, sont classés comme « Nouvelle vague kazakhe » en raison de leur innovation artistique, de leur proximité avec la jeunesse et la sous-culture et de leur succès dans les festivals internationaux. Parmi les représentants de ce mouvement, on trouve notamment Rachid Nougmanov, dont le film Morphium - L'Aiguille (1988) met en scène le célèbre musicien de rock Viktor Tsoï, ainsi que Darechan Omirbaïev et Jermek Chinarbaïev,.
Après la chute de l'Union soviétique, le studio a pu être maintenu grâce à des aides publiques importantes. Depuis, certains films ont été coproduits avec des sociétés de production de pays occidentaux, notamment avec des sociétés de production françaises. Depuis 2005, Kazakhfilm est enregistré en tant que société anonyme d'État. Le nombre de films produits chaque année est désormais d'environ dix documentaires, six à sept fictions et cinq films d'animation.